# Xarel·lo

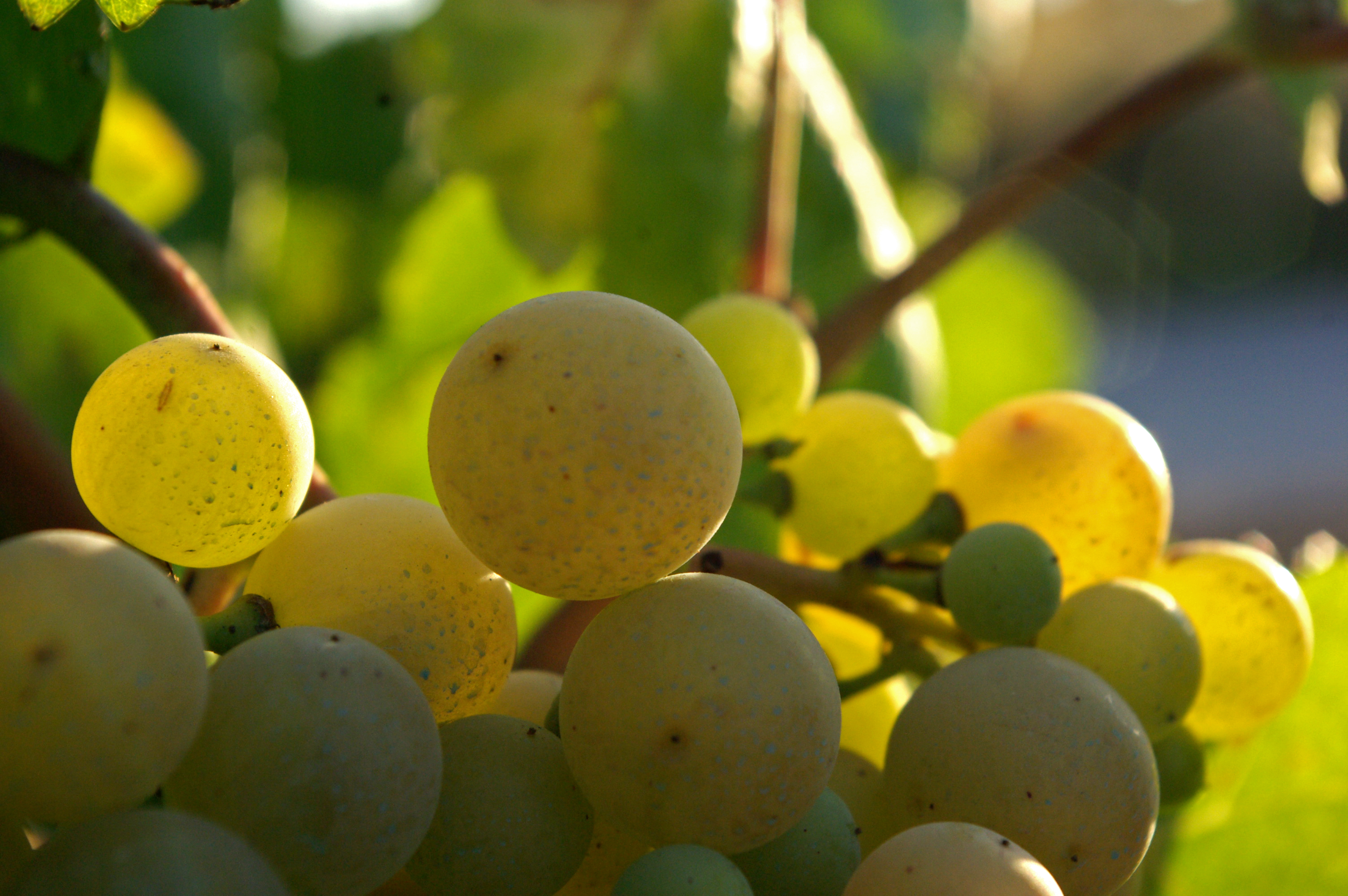
Het xarel·lo druivenras

Xarel·lo is een wit druivenras dat wordt gebruikt voor wijnproductie. De druif wordt voornamelijk aangetroffen in het noordoosten van Spanje. Xarel·lo wordt vooral gebruikt voor de productie van cava-wijnen. De normale witte wijnen die ervan gemaakt worden, hebben een hoog zuurgehalte. De druif geeft wijnen de smaak van abrikozen, citrus en gedroogd fruit.